# Ермолаевка (Крым)
Ермола́евка (до 1948 года Беси́т; укр. Єрмолаівка, крымскотат. Besit, Бесит) — исчезнувшее село в Советском районе Республики Крым, располагавшееся в центральной части района, в степной части Крыма, примерно в 1,5 км к северо-востоку от современного села Октябрьское.

## История
Первое документальное упоминание села встречается в Камеральном Описании Крыма… 1784 года, судя по которому, в последний период Крымского ханства Бют входил в Кучук Карасовский кадылык Карасьбазарскаго каймаканства. После присоединения Крыма к России (8) 19 апреля 1783 года, (8) 19 февраля 1784 года, именным указом Екатерины II сенату, на территории бывшего Крымского Ханства была образована Таврическая область и деревня была приписана к Левкопольскому, а после ликвидации в 1787 году Левкопольского — к Феодосийскому уезду Таврической области. После Павловских реформ, с 1796 по 1802 год, входила в Акмечетский уезд Новороссийской губернии. По новому административному делению, после создания 8 (20) октября 1802 года Таврической губернии, Бесит был включён в состав Урускоджинской волости Феодосийского уезда.
По Ведомости о числе селении, названиях оных, в них дворов… состоящих в Феодосийском уезде от 14 октября 1805 года , в деревне Бесит числилось 9 дворов и 68 жителей. На военно-топографической карте генерал-майора Мухина 1817 года деревня Бейсит обозначена с 10 дворами. После реформы волостного деления 1829 года Бесет, согласно «Ведомости о казённых волостях Таврической губернии 1829 года», отнесли к Бурюкской волости (переименованной из Урускоджинской). Затем, видимо, вследствие эмиграции крымских татар в Турцию, деревня опустела и на карте 1836 года в деревне 5 дворов, а на карте 1842 года Бесит обозначен условным знаком «малая деревня», то есть, менее 5 дворов.
В 1860-х годах, после земской реформы Александра II, деревню приписали к Шейих-Монахской волости. Согласно «Памятной книжке Таврической губернии за 1867 год», деревня Бесит была покинута жителями в 1860—1864 годах, в результате эмиграции крымских татар, особенно массовой после Крымской войны 1853—1856 годов, в Турцию и заселена немцами-колонистами. Согласно «Списку населённых мест Таврической губернии по сведениям 1864 года», составленному по результатам VIII ревизии 1864 года, Бесит — владельческая деревня немецких колонистов с 4 дворами и 15 жителями при колодцах. На карте Шуберта 1865 года селение ещё обозначено, то на карте с корректурой 1876 года его уже нет. По «Памятной книге Таврической губернии 1889 года», по результатам Х ревизии 1887 года, в деревне Старый Бесит числилось 19 дворов и 91 житель. По «…Памятной книжке Таврической губернии на 1892 год» в безземельной деревне Бесит, не входившей ни в одно сельское общество, было 11 жителей, у которых домохозяйств не числилось.
После земской реформы 1890-х годов деревню приписали к Андреевской волости. По «…Памятной книжке Таврической губернии на 1900 год» в деревне Бесит, входившей в Айкишское сельское общество, числился 81 житель в 28 дворах. По Статистическому справочнику Таврической губернии. Ч.II-я. Статистический очерк, выпуск пятый Феодосийский уезд, 1915 год, в селе Бесит Андреевской волости Феодосийского уезда числилось 36 дворов (2 двора с землёй, 34 — безземельные) со смешанным населением в количестве 161 человек приписных жителей и 38 — «посторонних», из которых 101 мужчина и 98 женщин. Жители владели 654 десятинами удобной земли. В хозяйствах имелось 93 лошади, 88 волов, 55 коров и 45 голов мелкого скота.
После установления в Крыму Советской власти, по постановлению Крымревкома № 206 «Об изменении административных границ» от 8 января 1921 года была упразднена волостная система и село вошло в состав Ичкинского района Феодосийского уезда, а в 1922 году уезды получили название округов. 11 октября 1923 года, согласно постановлению ВЦИК, в административное деление Крымской АССР были внесены изменения, в результате которых округа были отменены, Ичкинский район упразднили, включив в состав Феодосийского в состав которого включили и село. Согласно Списку населённых пунктов Крымской АССР по Всесоюзной переписи 17 декабря 1926 года, в селе Бесит, Кульчоринского сельсовета (в котором село состояло всю дальнейшую историю) Феодосийского района, числилось 39 дворов, из них 36 крестьянских, население составляло 173 человека, из них 132 татарина, 31 русский, 10 немцев, действовала татарская школа I ступени (пятилетка). Постановлением ВЦИК «О реорганизации сети районов Крымской АССР» от 30 октября 1930 года Феодосийский район был упразднён и был создан Сейтлерский район (по другим сведениям 15 сентября 1931 года), в который включили село, а, с образованием в 1935 году Ичкинского — в состав нового района. По данным всесоюзная перепись населения 1939 года в селе проживало 250 человек.
В 1944 году, после освобождения Крыма от фашистов, согласно постановлению ГКО № 5859 от 11 мая 1944 года, 18 мая крымские татары были депортированы в Среднюю Азию. 12 августа 1944 года было принято постановление № ГОКО-6372с «О переселении колхозников в районы Крыма» и в сентябре 1944 года в район приехали первые новоселы (180 семей) из Тамбовской области, а в начале 1950-х годов последовала вторая волна переселенцев из различных областей Украины. С 25 июня 1946 года Бесит в составе Крымской области РСФСР. Указом Президиума Верховного Совета РСФСР от 18 мая 1948 года, Бесит переименовали в Ермолаевку. 26 апреля 1954 года Крымская область была передана из состава РСФСР в состав УССР. Время включения Некрасовский сельсовет пока не установлено: на 15 июня 1960 года село уже числилось в его составе. Ликвидирована к 1968 году (согласно справочнику «Крымская область. Административно-территориальное деление на 1 января 1968 года» — с 1954 по 1968 годы, как село Некрасовского сельсовета).

### Динамика численности населения
| - 1805 год — 68 чел. - 1864 год — 15 чел. - 1889 год — 91 чел. - 1892 год — 11 чел. | - 1900 год — 81 чел. - 1915 год — 161/38 чел. - 1926 год — 173 чел. - 1939 год — 250 чел. |